# Tabuk
Tabuk (arabsko تَبُوْك Tabūk), napisano tudi Tabouk, je glavno mesto province Tabuk v severozahodni Saudovi Arabiji. Ima 667.000 prebivalcev (od leta 2021). Leži blizu jordansko-saudske meje in je največje oporišče letalskih sil v Saudovi Arabiji.

## Zgodovina
Ptolemaj je omenil kraj z imenom 'Tabava' v severozahodnem kotu Arabije. To ime se lahko nanaša na 'Tabuka' ali 'Tabuk'. Če je to res, je mesto morda staro toliko kot Ptolomajev čas. Predislamski arabski pesniki, kot sta Antra in Nabika, so v svojih pesmih omenjali njeno goro 'Hasmi'.
Tabuk je postal znan po ekspediciji v Tabuk leta 630 n. št., v obdobju preroka Mohameda (صلى الله عليه وسلم). Od takrat je ostal prehod v Severno Arabijo. Obiskali so ga tudi številni evropski popotniki, kot sta Doughty leta 1877 in Huber leta 1884.
Tabuk so zavzele arabske sile leta 1918, 3 tedne po britanskem zavzetju Damaska.
Tabuk je postal središče vojaške dejavnosti med zalivsko vojno leta 1991, ko se je mesto soočilo z grožnjami iraških scudov in zračnih napadov.

## Arheološka ali zgodovinska najdišča na tem območju
Regija je bogata s starinami in arheološkimi najdišči, kot so petroglifi, napisi, utrdbe, palače, obzidje, sirsko-egiptovska romarska pot in ostanki Hedžaške železnice, katere glavna postaja je v Tabuku.

### Najdišče kamnitih umetnin in napisov v Vadi Damu
V Vadi Damu in regiji zahodno od Tabuka je bilo zabeleženih na stotine lokacij s kamnitimi slikami in napisi iz različnih kronoloških obdobij, ki segajo od paleolitika do islamskega obdobja. Preučevanje umetnosti je razkrilo bogato slogovno variabilnost in v njej so bile upodobljene tako človeške kot živalske figure. Na tem območju je bilo najdenih na desetine lokacij s tamudskimi, grškimi in nabatejskimi napisi.

### Grad Tabuk
Znan je tudi kot grad Aṣ-ḥāb al-Aykah (arabsko أَصْـحَـاب الْأَيْـكَـة, »Spremljevalci gozda«), ki je omenjen v Koranu. Grad sega približno v leto 3500 pred našim štetjem in je bil večkrat obnovljen; zadnji je bil leta 1062 AH (1652 n. št.). Vzdolž sirske romarske poti, od jordanske meje do Al-Medine, je bilo zgrajenih več utrdb in postaj, da bi sprejele romarje. Utrdba je sestavljena iz dveh nadstropij, zgrajenih okoli odprtega dvorišča z mošejo, vodnjakom in stopniščem, ki vodi do stražnih stolpov, ki jih uporabljajo stražarji. Grad Tabuk velja za arheološko znamenitost regije in je odprt za obiskovalce.

### Ain Sukkrah
To je starodavni 'ayn (arabsko عـيـن, 'izvir'), ki sega v dobo džahilijja (arabsko جَـاهـلـيّـة, 'nevednost'). Rečeno je, da je prerok Mohamed (صلى الله عليه وسلم) med odpravo na Tabuk več kot deset dni taboril blizu izvira in pil njegove vode.

### Prerokova mošeja v Tabuku
Znana je tudi kot mošeja Kesanja. Prvotno je bila zgrajena iz blata in pokrit s palmovimi debli. Obnovljena je bila leta 1652. Sčasoma je njeno popolno prenovo ukazal pokojni kralj Faisal ibn Abdulaziz, po vzorcu Prerokove mošeje v Medini.

## Demografija
Leta 1950 je Tabuk štel 12.000 prebivalcev. Do leta 2022 je to število naraslo na 667.000.

## Geografija
Leži blizu meje z Jordanijo, na nadmorski višini 772 m. Razdalja do obale Akabskega zaliva je 166 km (v ravni črti). Severovzhodno leži kmetijsko območje Al-Basajta. Podnebje je sušno, celinsko puščavsko z vročimi poletji in zmernimi zimami. Temperature poleti so med 26 in 46 °C, pozimi med 4 in 18 °C; pogosto pride do zmrzali. Dež v provinci Tabuk pada med novembrom in marcem, količina padavin je med 50 in 150 mm, sneg zapade tudi vsaka tri do štiri leta.